# Røa (Fluss)
Die Røa ist ein Wildfluss in der Femundsmarka in Mittelnorwegen. Sie bildet die Grenze zwischen den beiden Kommunen Engerdal in der Provinz Innlandet und Røros in Trøndelag.

## Geographie
Die Røa entwässert den an der schwedisch-norwegischen Grenze gelegenen See Rogen und folgt in Ost-West-Richtung etwa dem 62. Breitengrad. Der Oberlauf des Flusses besteht aus einer Kette kleinerer Seen, während die letzten sechs Kilometer durch Stromschnellen und ein schmaleres Flussbett geprägt sind, bis er schließlich in den Femundsee mündet. Der gesamte Lauf des Flusses liegt im Femundsmarka-Nationalpark und ist nur über einige Wanderwege zu erreichen.
Der Fluss gilt als der oberste Abschnitt des Flusssystems Røa-Trysilelva-Klarälven-Göta älv.

## Freizeit
Die Røa wird gerne für mehrtägige Kanuexpeditionen genutzt.